# Muradnagar
Muradnagar (hindi मुरादनगर) – miasto w północnych Indiach w stanie Uttar Pradesh, na Nizinie Hindustańskiej.
Populacja miasta w 2001 roku wynosiła 74 080 mieszkańców.